# Далечен изток на Русия
 Тази статия е за географския обект.  За административния окръг вижте Далекоизточен федерален окръг.  
Далечният изток на Русия е северноазиатска географска област, заета от източната част на Руската федерация, към която се отнасят водосборните басейни на реките, вливащи се в Тихия океан, а също така и Курилските, Командорските, Шантарските острови, Сахалин и остров Врангел.
Заемащ 36 % от територията на Русия районът е с население, съставляващо около 5 % държавното население, като за периода 1991 – 2010 жителите са намалели с 1,8 млн. (22 %)..

## История
Според археологическите данни през първото хилядолетие пр.н.е. по левия бряг и долното течение на Амур се заселват ловно-събирателските племена на даурите, евенките, нивхите, удегейците, орочите и нанайците. В днешния Приморски край и района на град Находка са открити свидетелства, датирани към палеолита. Полуостров Камчатка е заселен през каменната епоха от коряките, айните и ителмените. През XVII век започва руската експанзия в Сибир и през 1632 е основан град Якутск. Завоевателните мисии са предимно на казаци и един от тях – Семьон Шелковников, достига до Охотско море през 1647. Руските пътешественици Василий Поярков и Ерофей Хабаров влизат в контакт с империята Цин и е сключен Нерчинският договор, поставящ границата между двете държави по долината на река Горбица. През 1724 и 1730 Петър Велики организира две Камчатски експедиции, ръководени от Витус Беринг. Те картографират и изследват крайбрежието и междуконтиненталния пролив, достигайки Аляска. Изследванията са продължени от Степан Крашенинников, а в Камчатка са пратени заселници-старообредци.
През XIX век отслабва могъществото на империята Цин, което води до Първа опиумна война. Заети с бойни действия на юг срещу колониалните армии на Великобритания и Франция и срещу Тайпинско въстание, китайците изоставят контрола над севера. От това се възползва Русия. През 1850 лейтенант Генадий Невелски прониква до устието на Амур и основава там военен пост на Руската империя. Генерал-губернаторът на Източен Сибир граф Николай Муравьов-Амурски осигурява продоволсвтия и логистика за изграждането на първите руски селища: Иркутское, Богородское, Ново-Михайловское, Сергеевское. През 1858 е сключен Айгунски договор между Русия и Китай, по силата на който руските придобивки са признати и узаконени.

## География
Регионът днес граничи с Китай и КНДР на юг, Япония на югоизток и САЩ на североизток. На изток и север граничи съответно с Тихия и Северния ледовит океан. Далекоизточният федерален окръг се дели на три физико-географски дяла:
- Североизточен Сибир – Якутия източно от Лена и Алдан;
- Амуро-Сахалински дял – Амурска област, Еврейска Автономна область, Южен Хабаровски край, Приморски край и о. Сахалин;
- Северен Притихоокеански дял – източна Чукотка, Магаданска област и Северен Хабаровски край, Камчатка и Курилските острови.[4][5]

Руският Далечен изток обхваща 3-часови пояса:  +10, +11 и +12 UTC.

### Климат
Разположен в няколко климатични пояса (4500 км), климатът на Далечния изток на Русия преминава от континентален в Якутия и Магаданска област до субтропичен мусонен на югоизток. Съществено влияние оказват студеното Приморско течение и планинският релеф. На крайбрежието целогодишно се оформят циклони, проливни няколкодневни дъждове, тайфуни и мъгли с влажност на въздуха до 90%.

### Стопанство и ресурси
Географският район генерира 98% от руския добив на диаманти в мините си „Мир“, „Айхал“ и „Удачное“. Освен това се добиват и въглища, цинк, олово, калай, злато, волфрам, морски продукти и риба, соя, дървесина, флуорит, живак, апатит, титан, кварц, слюда, графит, мрамор, глина. Това определя и индустриалните отрасли, застъпени в Далечния изток – преработка на цветни метали, риболов, дърводобив, целулозно-хартиена промишленост, корабостроене. Те са ориентирани към вътрешния пазар, а това увеличава себестойността им с оглед транспортните разходи. Железопътният транспорт е основен магистрален транспорт в региона, осигуряващ 80% от стокопреноса и около 40% от пътническия поток. Автомобилната пътна мрежа е с дължина 41,5 хил. км, броят на летищата – 107, а на пристанищата – 28.